# Trinchesia thelmae
Trinchesia thelmae (Burn, 1964) è un mollusco nudibranchio appartenente alla famiglia Trinchesiidae.